# Mesene palea
Mesene palea är en fjärilsart som beskrevs av Hans Ferdinand Emil Julius Stichel 1925. Mesene palea ingår i släktet Mesene och familjen Riodinidae. Inga underarter finns listade i Catalogue of Life.